# Life Goes On (방탄소년단의 노래)
《Life Goes On》은 대한민국의 보이그룹 방탄소년단의 노래이다. 2020년 11월 20일 빅히트 엔터테인먼트와 컬럼비아 레코드를 통하여 발매된 음반 《BE》의 리드 싱글이다.
《Life Goes On》은 빌보드 핫 100 차트에서 1위로 데뷔하면서 첫 1위 곡 《Dynamite》 이후 3개월만에 방탄소년단의 미국 내 세 번째 1위 곡이 되었다. 또한 한국어로 불려진 노래 중 처음으로 핫 100 차트에서 1위를 차지한 곡이기도 하다. 첫 주 동안 129,000건의 디지털 다운로드와 2만 건의 피지컬 싱글을 합쳐 150,000번의 다운로드가 있었다.

## 배경
코로나19 범유행으로 인하여 콘서트인 MAP OF THE SOUL TOUR가 중단되자 방탄소년단은 새로운 음반의 작업에 들어갔다. 빅히트는 공식적으로 2020년 9월 27일 새로운 음반인 《BE》를 공개하였으며, 이와 함께 "세상에 힐링하는 메시지를 담고 있으며, 새로운 일상에서도 우리의 삶은 계속 흘러간다(life goes on)"라고 밝혔다. 〈Life Goes On〉은 10월 30일 음반의 리드 싱글이 될 것이라고 밝혔다.

## 구성
〈Life Goes On〉은 3분 27초 길이의 음악이다. 방탄소년단은 이전 영어 노래인 〈Dynamite〉를 발매하면서 큰 성공을 거두었음에도 불구하고, 음반 대부분은 한국어 가사로만 이루어져 있다. 가사는 범유행 동안 팬들에게 희망을 주는 메시지를 담았다.

## 뮤직 비디오
11월 17일, 26초짜리 길이의 트레일러가 공개되었다. 이튿날 22초 정도 되는 길이의 두 번째 트레일러가 공개되었다. 이어 11월 19일 뮤직 비디오가 공개되었다. 이 뮤직 비디오는 방탄소년단의 멤버 정국이 감독하였다.
뮤직 비디오에서 멤버들은 숙소에서 뒹굴거리고, 뷔는 빈 공연장을 드라이버하며, 영화를 보거나 빈 공연장에서 노래를 부른다.
Life Goes On의 뮤직 비디오는 하루 동안 7100만 명이 넘게 보면서 24시간 동안 유튜브에서 다섯 번째로 가장 많이 본 영상이 되었다.

## 공연
방탄소년단은 11월 22일에 열리는 제48회 아메리칸 뮤직 어워드에서 〈Dynamite〉와 함께 〈Life Goes On〉을 공연하였다. 이튿날에는 굿 모닝 아메리카에서, 24일에는 더 레이트 레이트 쇼 위드 제임스 코든에 출연하여 공연을 하였다.

## 크레딧
크레딧은 빅히트에서 발췌하였다.
- 방탄소년단 - 보컬
  - 제이홉 - 작사 및 작곡
  - RM - 작사 및 작곡
  - 슈가 - 작사 및 작곡
- 피독 - 프로듀싱, 작사 및 작곡
- 안토니나 아르마토 - 작사 및 작곡
- 크리스 제임스 - 작사 및 작곡
- 루스 - 작사 및 작곡

## 차트
| 차트 (2020)                           | 최고 순위 |
| ------------------------------------- | --------- |
| 아르헨티나 (아르헨티나 핫 100)        | 59        |
| 오스트레일리아 (ARIA)                 | 27        |
| 벨기에 (울트라톱 플랑드르)            | 37        |
| 체코 (신글레스 디기탈 토프 100)       | 49        |
| 프랑스 (SNEP)                         | 80        |
| 독일 (GfK 차트)                       | 37        |
| 아일랜드 (IRMA)                       | 19        |
| 일본 (재팬 핫 100)                    | 22        |
| 리투아니아 (AGATA)                    | 3         |
| 뉴질랜드 (리코디드 뮤직 NZ)           | 33        |
| 스코틀랜드 (OCC)                      | 1         |
| 슬로바키아 (신글레스 디기탈 토프 100) | 30        |
| 대한민국 (가온)                       | 8         |
| 스웨덴 (스베리예토프리스탄)           | 87        |
| 스위스 (슈바이처 히트파라데)          | 23        |
| 영국 싱글 (OCC)                       | 10        |
| 미국 빌보드 핫 100                    | 1         |

## 수상
| 프로그램     | 방송사 | 날짜             | 출처   |
| ------------ | ------ | ---------------- | ------ |
| 쇼! 음악중심 | MBC    | 2020년 11월 28일 | [ 35 ] |
| 인기가요     | SBS    | 2020년 11월 29일 | [ 36 ] |

## 발매
| 지역   | 날짜             | 포맷                   | 레이블          | Ref.          |
| ------ | ---------------- | ---------------------- | --------------- | ------------- |
| 전세계 | 2020년 11월 20일 | 음악 다운로드 스트리밍 | 빅히트 컬럼비아 | [ 5 ]         |
| 미국   | 2020년 11월 20일 | 7인치 카세트           | 컬럼비아        | [ 37 ] [ 38 ] |

## 같이 보기
- 2020년 빌보드 핫 100 차트 1위 목록
- Be